# Cochlefelis
Cochlefelis es un género de peces actinopeterigios de agua dulce y marino, distribuidos por ríos y costas del sureste de Asia y de Oceanía.

## Especies
Existen cuatro especies reconocidas en este género:
- Cochlefelis burmanicus (Day, 1870)
- Cochlefelis danielsi (Regan, 1908)
- Cochlefelis insidiator (Kailola, 2000)
- Cochlefelis spatula (Ramsay & Ogilby, 1886)